# 塩化ニオブ(V)
塩化ニオブ(V)（えんかニオブ ご、英語: niobium(V) chloride）または、五塩化ニオブ（ごえんかニオブ、英語: niobium pentachloride）は、黄色の結晶性固体である。空気中で加水分解し、試料はしばしば少量のNbOCl3で汚染される。ニオブの他の化合物の前駆体としてよく使用される。 NbCl5は昇華によって精製することができる。

## 構造と性質

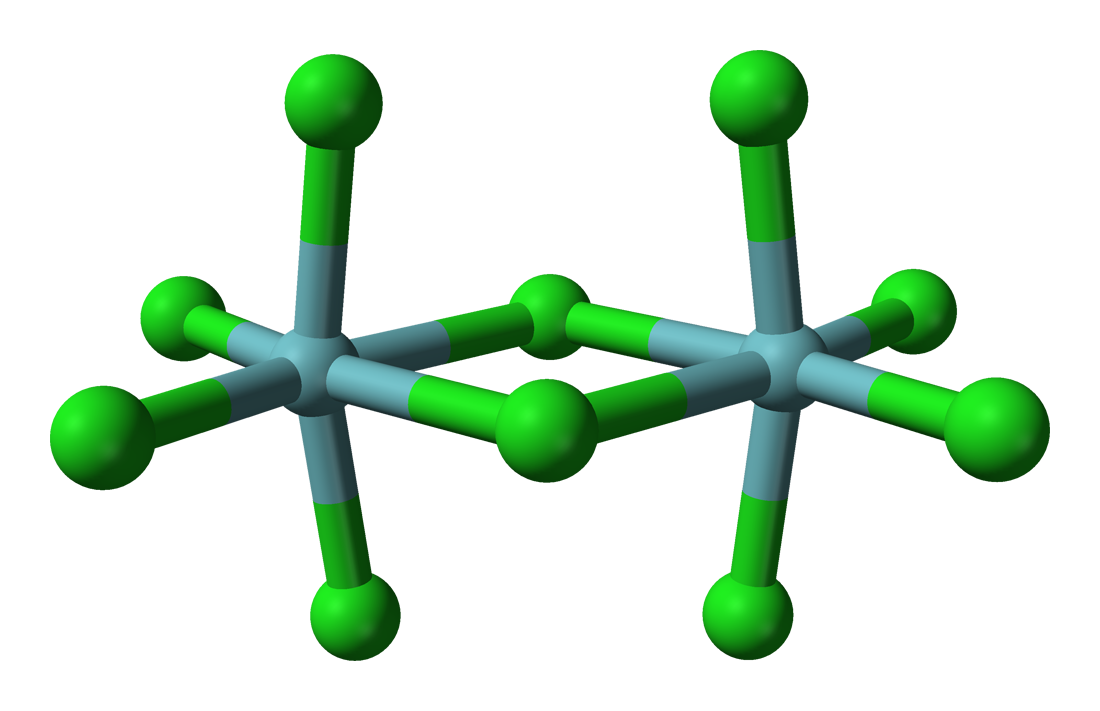
五塩化ニオブの球棒モデル

塩化ニオブ（V）は固体状態でクロロ架橋二量体を形成する（図参照）。各ニオブ中心は6配位であるが、八面体配位は著しく歪んでいる。赤道方向のニオブ-塩素の結合長は225 pm（末端）と256 pm（架橋）であり、一方、軸方向のニオブ-塩素の結合長は229.2 pmであり、分子の赤道面と83.7°の角度をなすように内側に偏向している。ブリッジのNb-Cl-Nb角度は101.3°である。Nb-Nb間の距離は398.8pmで、金属間相互作用には長すぎる。 NbBr5、NbI5、 TaCl5 、TaBr5 、TaI5 はNbCl5と等しい構造である。

## 製造

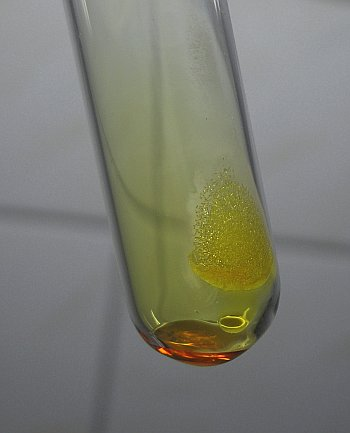
五塩化ニオブの液体と蒸気

工業的には、五塩化ニオブは金属ニオブを300～350℃で直接塩素化することによって得られる：
2 Nb  +  5 Cl2  →   2 NbCl5
実験室では、五塩化ニオブはしばしばNb2O5から調製されるが主な課題は NbOCl3を得るための不完全反応である。塩化チオニルを用いて変換することができる。 また、五酸化ニオブを炭素の存在下、300℃で塩素化することによっても調製できる。 

## 使用
塩化ニオブ(V)は、ニオブのアルコキシドの主な前駆体であり、ゾルゲル法で使用される。また、ほとんどの有機ニオブ化合物を含む、他の多くのニオブ含有試薬の前駆体でもある。
有機合成においてNbCl5 は、カルボニル-エン反応やディールス・アルダー反応のためのアルケンの活性化に非常に特化したルイス酸である。塩化ニオブはまた、アリルトリメチルシラン、インドール、ベンゾフェノンのシリルエノールエーテルなどの求核剤の基質である特定のピロリジンからN-アシルイミニウム化合物を生成することができる。

## 参照
1. ↑  Cotton, F. Albert; Wilkinson, Geoffrey (1980), Advanced Inorganic Chemistry (4th ed.), New York: Wiley, ISBN 0-471-02775-8
2. ↑  Cotton, F.A., P. A. Kibala, M. Matusz and R. B. W. Sandor (1991). “Structure of the Second Polymorph of Niobium Pentachloride”. Acta Crystallogr. C 47 (11):  2435–2437. Bibcode: 1991AcCrC..47.2435C. doi:10.1107/S0108270191000239.
3. ↑  Joachim Eckert; Hermann C. Starck (2005). “Niobium and Niobium Compounds”. Ullmann's Encyclopedia of Industrial Chemistry. Weinheim: Wiley-VCH. doi:10.1002/14356007.a17_251. ISBN 3-527-30673-0.
4. ↑  Brown, D. (1957). “Niobium(V) Chloride and Hexachloroniobates(V)”. Inorganic Syntheses. 9. pp. 88–92. doi:10.1002/9780470132401.ch24. ISBN 978-0-470-13240-1
5. ↑  Andrade, C. K. Z.; Rocha, R. O.; Russowsky, D. & Godoy, M. N. (2005). “Studies on the Niobium Pentachloride-Mediated Nucleophilic Additions to an Enantiopure Cyclic N-acyliminium Ion Derived from (S)-malic acid”. J. Braz. Chem. Soc. 16 (3b):  535–539. doi:10.1590/S0103-50532005000400007. hdl:10183/24558.